# 基诺·科洛姆
基诺·科洛姆（1988年11月1日—）是安道尔出身的西班牙男子篮球运动员。

## 生涯
科洛姆出生于安道尔城，青年时代就在加泰罗尼亚语地区的各个篮球俱乐部效力。2009年7月8日与丰拉夫拉达篮球俱乐部签约。2013年7月31日离开，两天后与大学生篮球俱乐部签约。2014年8月20日与毕尔巴鄂篮球俱乐部签约。2019年7月14日，他与巴伦西亚篮球俱乐部签下了两年合约。

## 西班牙国家队
科洛姆在2008年入选西班牙20岁以下国家篮球队，参加了欧洲U20篮球锦标赛，获得了团体铜牌。
由于2014-15赛季在毕尔巴鄂篮球队的良好表现，他参加了西班牙国家男子篮球队预选赛，但最终没有晋级。直到2019年，他参加了全部10场预选赛，以14.4分成功入选国家篮球队。